# D. M. Jayaratne
Disanayaka Mudiyanselage Jayaratne plus connu sous le nom de Di Mu Jayaratne, né le 7 juin 1931 à Moratuwa (Ceylan britannique) et mort le 19 novembre 2019 à Kandy (Sri Lanka)[réf. nécessaire], est un homme d'État, Premier ministre du Sri Lanka du 21 avril 2010 au 9 janvier 2015.

## Biographie
D. M. Jayaratne a étudié à Doluwa Maha Vidyalaya à Gampola, une ville juste en dehors de Kandy. Il était étudiant à la Faculté des arts de l'université de Peradeniya au milieu des années 1950. Il a participé à la fondation par S. W. R. D. Bandaranaike du Sri Lanka Freedom Party à Kandy en 1951. Jayaratne a travaillé comme enseignant à Doluwa Maha Vidyalaya, puis comme maître de poste à Doluwa 1960 à 1962.

### Carrière politique
- 1970-1977 : membre du Parlement du Sri Lanka.
- 1994-2000 : ministre des Terres, de l'Agriculture et des Forêts.
- 2000-2001 : ministre de l'Agriculture, de l'Alimentation et des Coopératives.
- 2004-2005 : ministre des Postes, des Télécommunications et du développement intérieur du pays.
- 2005-2007 : ministre des Postes, des Télécommunications et du Développement économique rural.
- 2007-2010 : ministre des Plantations.
- 1989-2019 : membre du Parlement du Sri Lanka.
- 2010-2015 : ministre du Culte bouddhique et des Affaires religieuses.

### Premier ministre du Sri Lanka
D. M. Jayaratne a prêté serment le 21 avril 2010 pour devenir le 21e Premier ministre du Sri Lanka. Il sera remplacé par Ranil Wickremesinghe le 9 janvier 2015 après les élections législatives.